# Исоноками-дзингу
Исоноками-дзингу (яп. 石上神宮 Исоноками-дзингу, также 石上布都御魂神社 Исоноками-фуцу-но-митама-дзиндзя, 布留大明神 Фуру-о:мёдзин) — синтоистское святилище в городе Тэнри префектуры Нара, в Японии.
Главной святыней Исоноками является драгоценный меч Фуцу-но-митама, ками этого святилища. По мнению некоторых синтоистских теологов, в данном случае речь идёт о митама (духе) всей Японии, обитающем в Исоноками. Согласно преданиям, это легендарный меч Тоцука-но-Цуруги, которым Сусаноо сразил дракона Ямата-но-Ороти, и помог легендарному императору Дзимму подчинить Японию. Меч был найден в императорском дворце при императоре Судзине и в 93 году до н. э. передан им в храм Исоноками.
Во внутренней части святилища хранится большое собрание холодного оружия, так как храм одновременно служил арсеналом. Одной из особенных реликвий этого собрания является Нанацусая-но-тати, меч с 7 лезвиями, изготовленный в 369 году. Согласно преданию, здесь также хранятся 1000 мечей, пожертвованных императором Суйнином. До реставрации Мэйдзи священнический сан в Исоноками передавался по наследству.
Святилище упоминается уже в «Энгисики». С 1871 по 1946 год святилище было официально причислено к кампэй-тайся (яп. 官幣大社 большие императорские храмы) — высшей категории поддерживаемых государством святилищ.
Начиная с периода Ямато покровителями храма был род Мононобэ.
Комплекс Исоноками-дзингу входит в число Национальных сокровищ Японии.